# RAPEX
RAPEX je zkratka pocházející z anglického názvu Rapid Alert System for Non-Food Products používaná pro rychlý výstražný informační systém Evropské unie o nebezpečných spotřebitelských výrobcích nepotravinářského charakteru.
RAPEX má zajistit rychlou výměnu informací mezi členskými státy EU a Evropskou komisí o opatřeních, která
zabraňují nebo omezují používání a prodej nebezpečných výrobků. 
RAPEX byl založen na základě Směrnice Rady o všeobecné bezpečnosti výrobků (2001/95/ES). V České republice funguje od vstupu do EU a zodpovědné za něj je ministerstvo průmyslu a obchodu.